# Provvedimento amministrativo
Il provvedimento amministrativo è l’atto conclusivo di un procedimento amministrativo, con cui si manifesta la volontà di una pubblica amministrazione.
Nell’ordinamento italiano non viene fornita una vera e propria definizione di provvedimento amministrativo. Tuttavia, la legge 7 agosto 1990, n. 241 ne detta una disciplina completa, razionalizzando regole di origine giurisprudenziale e dottrinale in tema di efficacia, invalidità, revoca e annullamento d’ufficio.
D’altra parte, per quanto il provvedimento rimanga la soluzione tradizionale e più utilizzata con cui l’amministrazione esercita il proprio potere, nel corso del tempo sono state introdotte altre modalità di conclusione del procedimento. Si hanno, così, strumenti “bilaterali” come gli accordi amministrativi, capaci di valorizzare il dialogo con i privati, oppure istituti come il silenzio assenso, introdotto per garantire la semplificazione.

## I caratteri del provvedimento amministrativo
Il provvedimento amministrativo ha i seguenti caratteri distintivi: nominatività, tipicità, unilateralità, imperatività, non necessaria discrezionalità, inoppugnabilità, efficacia ed esecutorietà.

### Nominatività
La nominatività comporta che tutte le categorie di provvedimenti amministrativi sono predeterminate dalla legge: in altre parole, ogni provvedimento deve trovare fondamento in una norma attributiva del potere. La nominatività è quindi espressione del principio di legalità in senso formale: la pubblica amministrazione può adottare solo quei provvedimenti previsti dalla legge o dalle altre fonti del diritto.

### Tipicità
La tipicità consiste nella necessaria predeterminazione da parte della legge degli scopi, del contenuto, dell’oggetto e degli effetti di ciascuna categoria di provvedimento.
Se in base alla nominatività la pubblica amministrazione può adottare solo i provvedimenti espressamente disciplinati dal legislatore, in base alla tipicità la legge non dovrebbe limitarsi ad attribuire all’amministrazione i poteri, ma dovrebbe anche predeterminare le loro caratteristiche (la tipicità è quindi espressione del principio di legalità in senso sostanziale).
La nominatività e la tipicità costituiscono dunque una garanzia fondamentale per i cittadini, perché la legge risulta la base e il limite dell’azione delle pubbliche amministrazioni. Allo stesso tempo la nominatività e la tipicità assicurano che i poteri amministrativi (e, quindi, i provvedimenti amministrativi) siano utilizzati solo per tutelare gli interessi individuati dalla legge stessa.
Per meglio comprendere la distinzione tra nominatività e tipicità si può fare riferimento alle c.d. ordinanze contingibili e urgenti. Esse sono atti nominati, perché previsti dal legislatore, ma non tipizzati. Manca infatti nella norma attributiva del potere la disciplina relativa ai loro contenuti e ai loro effetti, così da lasciare all’amministrazione competente i margini di scelta discrezionale necessari per reagire nel migliore dei modi a tutte le varie ipotesi di emergenze.

### Unilateralità
L’unilateralità comporta che il provvedimento amministrativo possa essere emanato dalla sola pubblica amministrazione e che tutti gli effetti giuridici siano riconducibili ad esso, anche se altri soggetti (pure privati) hanno la facoltà di partecipare al procedimento amministrativo finalizzato alla sua adozione.

### Imperatività
L’imperatività consiste nella capacità del provvedimento di produrre effetti nei confronti del proprio destinatario, anche senza il suo consenso. L’imperatività va quindi distinta dall’unilateralità, poiché la prima riguarda l’imposizione (imperativa) degli effetti, mentre la seconda la produzione (unilaterale) degli effetti da parte del solo provvedimento.
Va però ricordata l’esistenza di forme non autoritative di esercizio del potere (con un incontro tra volontà pubblica e privata): è il caso degli accordi integrativi (art. 11, legge n. 241/1990), mediante cui l’amministrazione e il privato definiscono assieme i contenuti del provvedimento. L’amministrazione, poi, ha la possibilità di adottare atti di natura non autoritativa ai quali verranno applicate le norme di diritto privato, salvo che la legge disponga diversamente (art. 1, comma 1 bis, legge n. 241/1990).

### Non necessaria discrezionalità
La non necessaria discrezionalità è altro carattere del provvedimento amministrativo. Infatti, i provvedimenti amministrativi possono essere discrezionali, quando il legislatore attribuisce un potere di scelta alla pubblica amministrazione circa il modo migliore di perseguire l’interesse pubblico, oppure vincolati, quando i presupposti, contenuti ed effetti sono integralmente prefissati dalla legge.

### Inoppugnabilità
L’inoppugnabilità determina l’“inattaccabilità” degli effetti prodotti dal provvedimento amministrativo. Questa caratteristica viene acquisita dal provvedimento solo una volta decorsi i termini per la sua impugnazione davanti al giudice amministrativo. Il provvedimento può divenire inoppugnabile anche a seguito di acquiescenza da parte del destinatario, ossia con una dichiarazione di assenso rispetto ai suoi effetti. L’inoppugnabilità risponde ad esigenze di stabilità e certezza del diritto, particolarmente rilevanti per la tutela dell’interesse pubblico.

### Efficacia
L’efficacia è l’idoneità del provvedimento a produrre i propri effetti giuridici. L’efficacia va distinta dalla validità che corrisponde, invece, alla conformità dell’atto alle norme che lo regolano.
L’efficacia incontra limiti di tipo spaziale e temporale. Sotto il primo profilo, i limiti operano quando la competenza territoriale della pubblica amministrazione e l’area di efficacia di un suo provvedimento non coincidono. È il caso, ad esempio, di un’autorizzazione al commercio itinerante rilasciata da un Comune, ma valida per l’intera Regione; oppure di un divieto di circolazione relativo solo ad alcune aree di un Comune. In relazione all’efficacia nel tempo, invece, è importante prima di tutto definire il momento a partire dal quale il provvedimento inizia a produrre i suoi effetti: in questo senso, tutti i provvedimenti che generano effetti negativi per i privati acquistano efficacia solo con la loro comunicazione ai destinatari (art. 21 bis della legge n. 241/1990). Ancora, gli effetti del provvedimento si producono generalmente per il futuro, ma non mancano però eccezioni che ammettono provvedimenti retroattivi.
Infine, è opportuno menzionare gli istituti della sospensione e della proroga, capaci di incidere sull’efficacia del provvedimento. Con il primo si sospendono temporaneamente gli effetti dell’atto: la sospensione può essere disposta – “per gravi ragioni” e “per il tempo strettamente necessario” – dallo stesso organo che ha emesso l’atto o da altro organo previsto dalla legge (art. 21 quater della legge n. 241/1990). La proroga, invece, comporta un prolungamento degli effetti del provvedimento oltre quella che dovrebbe essere la sua naturale scadenza.

### Esecutorietà
L’esecutorietà consiste nel potere della pubblica amministrazione di portare coattivamente ad esecuzione i propri provvedimenti, senza rivolgersi agli organi del potere giudiziario. A tal fine, l’art. 21 ter della legge n. 241/1990 stabilisce che i provvedimenti che impongono obblighi devono indicare il termine e le modalità per la loro esecuzione da parte del destinatario. Qualora quest’ultimo non collabori, la pubblica amministrazione può quindi procedere all’esecuzione coattiva, previa diffida ad adempiere.

## Gli elementi del provvedimento amministrativo
L’art. 21 septies, comma 1, legge n. 241/1990, stabilisce che è nullo il provvedimento amministrativo carente degli elementi essenziali, senza però fornirne un elenco. Pur non essendo pienamente applicabili in via analogica le previsioni in materia di contratti (art. 1325 c.c.), la giurisprudenza e la dottrina individuano gli elementi essenziali in: soggetto, volontà, oggetto, causa, forma e motivazione. A questi ultimi, si aggiungono gli elementi accidentali.

### Gli elementi essenziali: soggetto, volontà, oggetto, causa, forma, motivazione
- Il soggetto è solo l’autorità pubblica che esercita il potere amministrativo. Diversa, infatti, è la posizione di quei privati che svolgono attività pubblicistica. Ad esempio, il gestore privato di un servizio pubblico, per quanto sia in parte sottoposto alle stesse regole dell’amministrazione, adotta atti che non assumono la qualifica di provvedimenti amministrativi[22].
- La volontà consiste nel potere di scelta, da parte dell’amministrazione, del miglior modo con cui soddisfare il pubblico interesse che le viene affidato dalla legge e per la cui tutela adotta un provvedimento[23].
- L’oggetto è definito come la cosa, l’attività, la situazione giuridica soggettiva cui il provvedimento si riferisce (per esempio, il terreno espropriato o la condotta da autorizzare)[24][25].
- Il concetto di causa è, invece, difficilmente adattabile al provvedimento amministrativo. Tuttavia, se si volesse darne una definizione, essa corrisponderebbe all’interesse pubblico primario che orienta l’azione della pubblica amministrazione[26].
- Quanto alla forma del provvedimento, salvo eccezioni, essa è libera, sicché non dovrebbe propriamente costituire un elemento essenziale. Tuttavia, sia scritta o orale, la forma diventa manifestazione esteriore del provvedimento, senza cui quest’ultimo non potrebbe esistere. Più recentemente, con l’avvento della digitalizzazione, la forma del provvedimento ha assunto connotati differenti, dando vita al documento informatico.
- La motivazione del provvedimento è quella parte del provvedimento che espone i fatti e le ragioni giuridiche che hanno determinato l’azione della pubblica amministrazione. La Corte costituzionale ha ribadito l’importanza della motivazione del provvedimento amministrativo, definendola come un “presidio di legalità sostanziale insostituibile” (Corte cost., ord. 26 maggio 2015, n. 92, richiamando Cons. Stato, sez. III, 7 aprile 2014, n. 1629; sez. VI, 22 settembre 2014, n. 4770; sez. III, 30 aprile 2014, n. 2247; sez. V, 27 marzo 2013, n. 1808). La motivazione del provvedimento amministrativo ha tre importanti funzioni[27][28][29]: facilitare l’interpretazione dell’atto per il destinatario; consentire il controllo amministrativo e il sindacato dei giudici sui poteri dell’amministrazione; garantire la trasparenza dell’azione pubblica[30][31]. Con l’introduzione dell’art. 3 della legge n. 241/1990 il dovere di motivazione è stato esteso a ogni provvedimento amministrativo, rimanendone esclusi soltanto gli atti di natura normativa e gli atti generali. L’adeguatezza della motivazione deve essere valutata sul piano della sufficienza, logicità, congruità e razionalità; il grado di analiticità della motivazione varia a seconda del tipo di provvedimento, in ragione dei margini, più o meno ampi, riservati alle scelte discrezionali della pubblica amministrazione (Cons. Stato, sez. VI, 21 maggio 2007, n. 2537). È ammessa un’ipotesi di motivazione abbreviata e semplificata, sulla base di specifici presupposti (art. 2, comma 1, legge n. 241/1990). Infine, una particolare tecnica di motivazione è la motivazione per relationem, che consiste nel richiamo ad un altro atto dell’amministrazione; tale possibilità è ammessa con l’obbligo di rendere disponibile l’atto a cui si fa rinvio (art. 3, comma 3, legge n. 241/1990).

### Elementi accidentali
La pubblica amministrazione ha la facoltà di apporre clausole particolari al provvedimento, analoghe agli elementi accidentali tipici dei contratti di diritto privato. Tra gli elementi accidentali si hanno quindi: le condizioni, in base alle quali il provvedimento produrrà i suoi effetti solo se si verificherà un evento futuro ed incerto, e il termine, quale momento futuro ma certo al quale ancorare l’efficacia del provvedimento.

## Le tipologie di provvedimenti amministrativi
I provvedimenti amministrativi possono essere suddivisi in diverse categorie sulla base di differenti criteri come, per esempio, il loro oggetto, la loro funzione e i loro destinatari. Il principale criterio resta comunque quello degli effetti, in forza del quale si distingue tra provvedimenti ampliativi e provvedimenti restrittivi.

### I provvedimenti ampliativi
Il provvedimento ampliativo è caratterizzato dall’effetto espansivo della sfera giuridica del privato, ossia dalla produzione di conseguenze positive per il destinatario. Quest’ultimo vanta nei confronti dell’autorità amministrativa un interesse legittimo detto “pretensivo”. Tra gli atti ampliativi, i più importanti sono l’autorizzazione e la concessione: mentre la prima rimuove esclusivamente un limite all’esercizio di un diritto soggettivo già esistente per il destinatario, con la seconda il privato diviene titolare di una nuova posizione di vantaggio. Le concessioni vengono poi distinte in due categorie: traslative e costitutive. Le prime comportano il trasferimento al concessionario di facoltà e diritti di cui la pubblica amministrazione è titolare (es.: concessione balneare), mentre le seconde attribuiscono al privato un nuovo diritto (es.: cittadinanza).

### I provvedimenti restrittivi
I provvedimenti restrittivi (o ablatori) incidono negativamente sulla sfera giuridica del destinatario. In questo caso il privato è titolare di un interesse legittimo detto “oppositivo”, in quanto destinato ad opporsi all’azione dell’amministrazione. Questi provvedimenti si distinguono in tre macrocategorie: i provvedimenti ablatori personali, ablatori reali e sanzionatori. I provvedimenti ablatori personali impongono obblighi personali ai destinatari, prescrivendo loro comportamenti specifici. I provvedimenti ablatori reali hanno la finalità di estinguere o limitare i diritti reali del destinatario, naturalmente sempre per realizzare un interesse pubblico primario (esempio classico è quello dell’espropriazione per pubblica utilità). I provvedimenti sanzionatori, infine, sono provvedimenti che producono conseguenze negative in capo al destinatario al fine di reprimere condotte illecite, esercitando così funzioni afflittive e dissuasive. Le sanzioni possono essere a loro volta suddivise in più sottocategorie, distinguendo tra sanzioni pecuniarie, interdittive e ripristinatorie.

### Altre tipologie di provvedimento
Come detto, ulteriori classificazioni dei provvedimenti amministrativi sono possibili prendendo in considerazione altri criteri.

#### Atti vincolati e atti discrezionali
L’atto vincolato si differenzia dall’atto discrezionale per la predeterminazione da parte della legge dei presupposti necessari al fine dell’emanazione dello stesso, nonché dei suoi contenuti e dei suoi effetti.
I provvedimenti discrezionali sono invece il risultato di una scelta della pubblica amministrazione che bilancia l’interesse pubblico primario e gli altri interessi c.d. “secondari” coinvolti nella sua azione. Tramite la propria discrezionalità, la pubblica amministrazione può determinare: l’an, cioè il “se” emanare il provvedimento in una determinata circostanza; il quid, ovvero il contenuto del provvedimento; il quomodo, cioè le modalità mediante cui giungere all’adozione del provvedimento; e il quando, ossia il momento più opportuno per adottare il provvedimento.

#### Atti semplici e atti complessi
I provvedimenti amministrativi vengono classificati anche a seconda del soggetto che li adotta, distinguendo le ipotesi in cui sono emanati da un solo organo, c.d. “atto semplice” (es.: i decreti ministeriali), da quelle in cui l’atto deriva della volontà di più soggetti o organi, c.d. “atto complesso” (es.: i decreti interministeriali).

## L’invalidità del provvedimento amministrativo
L’invalidità del provvedimento amministrativo è la difformità tra il provvedimento e le norme che lo disciplinano. Si può distinguere in annullabilità e nullità. Nel diritto amministrativo la nullità del provvedimento è prevista solo per alcune ipotesi tassative ed è dunque considerata “categoria residuale”(Cons. Stato, sez. III, 2 settembre 2013, n. 4364), mentre l’annullabilità costituisce l’ordinario regime di invalidità.

### L’annullabilità
L’annullabilità – disciplinata dall’art. 21 octies della legge n. 241/1990 – è definita come l’idoneità del provvedimento a produrre effetti giuridici fino a che non intervenga un giudice (o un altro organo) a rimuoverli con efficacia retroattiva. L’annullabilità può essere totale o parziale, originaria o sopravvenuta; essa può anche essere c.d. “derivata” quando riguarda un provvedimento come conseguenza dell’illegittimità degli atti che ne costituiscono il presupposto necessario. Tre sono i vizi che determinano l’annullabilità del provvedimento: incompetenza, violazione di legge ed eccesso di potere.

#### La violazione di legge
La violazione di legge – categoria generale e residuale – si verifica quando c’è un contrasto tra il provvedimento e la norma che definisce profili vincolati del potere amministrativo. Questa norma può essere contenuta in una legge in senso stretto, ma anche in una “legge” in senso lato, ossia in tutte le fonti del diritto di rango primario e secondario (leggi, atti aventi forza di legge, regolamenti, ecc.). Ai fini della violazione di legge si distingue tra vizi sostanziali e vizi formali; questi ultimi, a certe condizioni, non sono sufficienti per determinare l’annullabilità del provvedimento (art. 21 octies, comma 2, legge n. 241/1990).

#### L’incompetenza
Si ha incompetenza quando il provvedimento è adottato da un organo diverso da quello individuato dalla norma attributiva del potere. In particolare, si fa riferimento all’incompetenza relativa, ossia che consegue da un errore nella ripartizione dei compiti all’interno della medesima pubblica amministrazione.

#### L’eccesso di potere
L’eccesso di potere è un vizio che riguarda gli atti discrezionali della pubblica amministrazione. Questo vizio è oggi da intendersi come “sviamento di potere”, ovvero un utilizzo da parte della pubblica amministrazione del proprio potere discrezionale per perseguire un fine diverso da quello affidatole dalla legge.
Per verificare la presenza dell’eccesso di potere, la giurisprudenza ha elaborato le c.d. “figure sintomatiche”, che possono essere raggruppate in tre categorie: la manifesta ingiustizia e la disparità di trattamento, che rappresentano violazione del principio di giustizia sostanziale; l’illogicità manifesta, il difetto di motivazione, il difetto di istruttoria e la contraddittorietà tra motivazione e dispositivo, che costituiscono violazione del principio di ragionevolezza; la violazione di circolari o di prassi consolidate, che contrastano invece con i principi dell’organizzazione amministrativa. Più recentemente, la giurisprudenza ha iniziato a ricondurre l’eccesso di potere direttamente alla violazione dei principi di ragionevolezza, proporzionalità, logicità, congruenza e coerenza.

### La nullità
La nullità è l’incapacità dell’atto di produrre i propri effetti giuridici, sin dalla sua adozione. Nella pratica, la nullità costituisce un fenomeno marginale in quanto i vizi che la determinano si concretizzano difficilmente. Tali vizi, individuati dall’art. 21 septies legge n. 241/1990, sono: carenza degli elementi essenziali; difetto assoluto di attribuzione; violazione o elusione del giudicato; altre ipotesi di nullità espressamente previste dalla legge.

#### Carenza degli elementi essenziali
La c.d. nullità strutturale, che deriva dalla carenza degli elementi essenziali, è la più risalente nel tempo e costituisce figura analoga alla nullità del contratto per mancanza dei requisiti essenziali (art. 1325 c.c.). Tuttavia, nel diritto amministrativo tale carenza non è così semplice da riscontrare: la legge n. 241/1990 non specifica quali siano gli elementi essenziali del provvedimento e spetta dunque ai giudici individuare le singole ipotesi. In base alla tesi maggioritaria, gli elementi essenziali del provvedimento, la cui mancanza determina nullità, sono: il soggetto, la volontà, l’oggetto, la causa, la forma e la motivazione.

#### Difetto assoluto di attribuzione
Questo vizio si verifica quando il provvedimento viene adottato da un organo diverso da quello indicato dalla norma attributiva del potere. Esso comprende tre casi distinti: l’invasione da parte dell’amministrazione delle competenze del potere legislativo o giudiziario; l’esercizio di un potere che nessuna norma attribuisce ad alcuna amministrazione; e l’emanazione di un atto spettante a una pubblica amministrazione completamente diversa da quella cui appartiene l’organo che ha adottato il provvedimento (distinguendosi, così, dall’incompetenza relativa, che è invece causa di annullabilità).

#### Violazione o elusione del giudicato
La terza categoria di vizi di nullità comprende i casi di violazione o elusione del giudicato. Si vuole sanzionare la condotta della pubblica amministrazione quando essa non rispetta una sentenza esecutiva di un giudice. Si ha nullità del provvedimento sia quando il nuovo provvedimento riproduce gli stessi vizi già considerati nella sentenza come causa di annullamento (violazione del giudicato), sia quando l’amministrazione, pur adeguandosi formalmente alla decisione, la aggira dal punto di vista sostanziale, giungendo allo stesso esito già ritenuto illegittimo (elusione del giudicato) (Cons. Stato, sez. IV, 4 marzo 2011, n. 1415; sez. V, 20 aprile 2012, n. 2348; sez. VI, 5 luglio 2011, n. 4037).

#### Gli altri casi espressamente previsti dalla legge
L’ultima ipotesi di nullità del provvedimento è data dagli specifici “casi espressamente previsti dalla legge”. Un esempio è quello degli atti (che non siano di ordinaria amministrazione o urgenti e indifferibili) adottati nel periodo di proroga degli organi amministrativi (art. 3 del d.l. n. 293/1994, convertito dalla legge n. 444/1994). Col passare degli anni, le norme che introducono ipotesi di nullità dei provvedimenti sono via via aumentate.

### Riferimenti normativi
- Legge 7 agosto 1990, n. 241